# 天主教埃斯泰尔戈姆-布达佩斯总教区
天主教埃斯泰尔戈姆-布達佩斯總教區（拉丁語：Archidioecesis Strigoniensis-Budapestinensis,匈牙利语：Esztergom-Budapesti főegyházmegye）是匈牙利羅馬天主教教省的總教區之一。其原为埃斯泰尔戈姆总教区，后因若望·保禄二世教宗于1993年5月31日发布的宗座宪令Hungarorum gens从而导致辖区范围发生变化，其名称也变更为埃斯泰尔戈姆-布达佩斯总教区。2016年有教友1,249,000人，占辖区总人口60.1%。下辖有188個堂區、435名司鐸。
该总教区总主教拥有“首席主教”的头衔，为匈牙利的首席主教。首任总主教为多莫科什一世，現任總主教為埃尔督·伯多禄樞機，辅理主教为莫霍什·加博尔、毛尔托什·累文特·鲍拉日、法布里·科尔内尔，代理主教为舒累伊·拉斯洛，荣休辅理主教为拉多奇·加什帕尔。

## 下辖教区
- 天主教杰尔教区
- 天主教塞克什白堡教区

前罗马天主教豪伊杜多罗格教区此前也属于埃斯泰尔戈姆-布达佩斯总教区的辖区范围内，但其自2015年被由教宗方济各发布的诏书In hac suprema升格为总教区，至此脱离了埃斯泰尔戈姆-布达佩斯总教区的管辖。